# Dire Straits
Dire Straits (pronunciación: /daɪr streɪts/) fue una banda de rock británica formada en Londres en 1977 por Mark Knopfler (voz principal y guitarra principal), David Knopfler (guitarra rítmica y coros), John Illsley (bajo y coros) y Pick Withers (batería y percusión), estando activos hasta el año 1995. Dire Straits es considerado como uno de los grupos musicales más exitosos de la historia de la música rock.
Su primer sencillo, "Sultans of Swing", de su álbum debut homónimo de 1978, llegó a los diez primeros en las listas de éxitos del Reino Unido y los Estados Unidos. Le siguieron éxitos como "Romeo and Juliet" (1981), "Private Investigations" (1982), "Twisting by the Pool" (1983), "Money for Nothing" (1985) y "Walk of Life" (1985). Su álbum de mayor éxito comercial, Brothers in Arms (1985), ha vendido más de 30 millones de copias; fue el primer álbum en vender un millón de copias en disco compacto y es el octavo álbum más vendido en la historia del Reino Unido. Según el Guinness Book of British Hit Albums, Dire Straits ha pasado más de 1100 semanas en la lista de álbumes del Reino Unido, la quinta mayor cantidad de todos los tiempos.
El sonido de Dire Straits —cuyo nombre, según el mismo Mark Knopfler, en inglés significa «situación desesperada» o «estar en apuros»— se basa en varias influencias, incluyendo jazz, folk y country y el blues rock de J. J. Cale y Eric Clapton. Su sonido despojado contrastaba con el punk rock y demostraba una influencia del roots rock que surgió del pub rock. Hubo varios cambios en el personal, con Mark Knopfler e Illsley siendo los únicos miembros consistentes. Después de disolverse en 1995, Knopfler lanzó su carrera en solitario a tiempo completo. Dire Straits ganó cuatro premios Grammy, tres Brit Awards (Mejor grupo británico dos veces), dos MTV Video Music Awards y varios otros premios. Fueron incluidos en el Salón de la Fama del Rock and Roll en 2018.

## Historia

### Comienzos
En 1973, tras graduarse en filología inglesa en la Universidad de Leeds, Mark Knopfler, un joven escocés de Glasgow, decide trasladarse a Londres para intentar hacerse un hueco en el panorama musical. Mark cuenta con experiencias musicales previas poco relevantes de su etapa escolar, y durante su estancia en Leeds conoce a Steve Phillips con quien forma un dúo que se hace llamar The Duolian String Pickers. Los cinco años durante los cuales colaboran juntos son de los más importantes en el desarrollo de Mark como guitarrista.
Los primeros pasos del joven Mark en la capital los da con una banda de R&B llamada Brewer's Droop con la que hace algunas grabaciones en los Rockfield Studios, propiedad de Dave Edmunds, y participa en unos cuantos conciertos en colegios y otros clubs. Es en esta banda donde conoce a Pick Withers, experimentado batería que impresiona muy gratamente a Mark. Después de dos meses de colaboración, tras la grabación del álbum Booze Brothers la banda se disolvió. Pick volvió a trabajar como batería de estudio para otros músicos mientras que Mark inicia una etapa difícil en la que, según sus propias palabras, se moría literalmente de hambre. Afortunadamente, su título universitario le permite conseguir finalmente un trabajo como profesor en el Loughton College de Essex, etapa durante la cual vivió dos años en un piso alquilado en Buckhurst Hill y dio también lecciones de guitarra en la Staples Road School.
En 1976, Mark decide formar con amigos del Loughton College una banda que se hace llamar Café Racers con la que toca en pubs y escuelas cercanas al colegio donde imparte clases. Por esas fechas, su hermano menor David se traslada a Londres y, tras unas semanas alojado en casa de Mark, acaba viviendo en Farrer House, un bloque de apartamentos en el barrio de Deptford, al sudeste de Londres, donde comparte un piso de la primera planta con un bajista de Leicester llamado John Illsley. Una mañana, al regresar a casa después de haber estado fuera toda la noche, John Illsley se encuentra a Mark durmiendo en el suelo del salón con la cabeza recostada en una silla. Fue el primer encuentro entre ambos poco antes de su primera actuación juntos. Una noche en la que el bajista de Café Racers estaba enfermo Mark le pide a John que le sustituya, dando comienzo a una larga y estrecha colaboración. Ambos se dan cuenta pronto de que, a pesar de tener una buena reputación en el ámbito de los pequeños clubs locales, Café Racers tienen un futuro limitado.
En abril de 1977, Mark deja su piso de Buckhurst Hill y se traslada a vivir con David y John a Farrer House. Mark mantiene su puesto de profesor, mientras que John trabajaba en una tienda de discos y David como asistente social en Deptford. Desde esa fecha hasta principios del verano de 1977, los tres compañeros dedicaban buena parte de su tiempo libre a ensayar en el apartamento composiciones propias, principalmente de Mark Knopfler. Fue entonces cuando los tres deciden formar un grupo, aunque les falta un batería. Mark piensa en seguida en el antiguo componente de Brewer's Droop, Pick Withers, con quien había tocado en 1973 y que considera ideal para el tipo de música que hacen. Tenía experiencia ya que había tocado con The Primitives y una buena reputación como músico de estudio.
La llegada de Pick Withers, además de aportar algo de experiencia profesional en el mundo musical, permite completar una verdadera banda de rock, una vieja aspiración de Mark, y empezar a tomarse las cosas más en serio. Las dotes de Mark como músico y compositor se ponen de manifiesto desde un principio, así como su personalidad y su exigencia en conseguir un estilo musical que les distinga del resto. Poco a poco se va erigiendo como líder de la incipiente banda.
En un comienzo, siguen actuando con el nombre de Café Racers interpretando tanto canciones propias como versiones de temas de otros artistas como Ry Cooder o Brenda Lee. El 9 de julio de 1977 se estrenan con ese nombre en un concierto punk ofrecido en una explanada que había detrás del bloque de apartamentos de Farrer House, para el que tienen que tomar la electricidad del piso en el que viven. A este estreno le siguen agotadores ensayos y otros pequeños conciertos, pero apenas ganan lo suficiente para pagar el alquiler del equipo de sonido y poco más. Además, el nombre de Café Racers no termina de convencerles. Finalmente, es un amigo de Pick Withers el que, en alusión a su penosa situación económica, les propone adoptar el nombre con el que saltarían a la fama: Dire Straits (que en castellano viene a significar ‘graves apuros’ o ‘problemas económicos’).
El 27 de julio de 1977 el grupo graba una maqueta de cinco canciones en los Pathway Studios, al norte de Londres, tras reunir las 120 libras esterlinas que aproximadamente costaba entonces su producción. Las canciones incluidas en ella eran Wild West End, Down to the Waterline, Water of Love, Sacred Loving y el que sería su mayor éxito, Sultans of Swing. La maqueta acaba en las manos de Charlie Gillet, afamado crítico musical londinense y conocido de John Illsley, que queda gratamente impresionado con la música que recibe y decide emitirla en el programa Honky Tonk que presentaba por aquel entonces en la BBC Radio London. Era el domingo 31 de julio de 1977. Desde ese momento, ejecutivos de diferentes compañías empiezan a buscar a los autores de aquellos temas, entre ellos John Stainze, responsable del departamento de A&R de la casa discográfica Phonogram Records, de quien se dice que estaba duchándose la primera vez que los escuchó en la radio.
Unas semanas después, el 10 de septiembre, Dire Straits participa en el Clapham Common Festival, dos conciertos presentados por el propio Gillet y organizados por su programa de radio para promocionar a pequeños grupos musicales. Tras su actuación en el festival, consiguen un contrato para tocar regularmente en dos clubes londinenses de mayor reputación, el Rock Garden y el Hope and Anchor, lo cual permite que la situación del grupo vaya mejorando poco a poco a partir de entonces. Los honorarios que reciben les permite cubrir gastos aunque sin lujos, ya que buena parte lo emplean en conseguir un buen sonido en sus actuaciones.
Por fin, a finales de 1977 los Dire Straits consiguen salir del circuito de pequeños locales y dar el salto al mundo de la industria discográfica. El 9 de diciembre, coincidiendo con su última actuación en el Hope and Anchor en el marco del Front Row Festival, firman un contrato exclusivo para el sello Vertigo Records de Phonogram Records de John Stainze, quien inmediatamente se pone a trabajar. Ed Bicknell, mánager de grupos que entonces trabajaba para la agencia de giras y espectáculos NEMS, recibe la petición de Stainze de que consiga algunos conciertos para los Dire Straits. Tras oír el 13 de diciembre una de sus actuaciones en el Dingwalls Club, al norte de Londres, Bicknell llega a un acuerdo para representar oficialmente a la banda y les coloca como teloneros en la inminente gira británica del grupo estadounidense Talking Heads del prometedor David Byrne. Entre el 20 de enero y el 5 de febrero de 1978 dan 16 conciertos, recibiendo críticas tan favorables que no tardan en grabar su primer disco.

### Los primeros trabajos
Dire Straits grabó su primer álbum homónimo entre el 14 de febrero y el 8 de marzo de 1978 en los Basin Street Studios, un tiempo muy escaso para un disco medianamente cuidado que supieron administrar bien, pues empezaban a sentir la presión comercial. El LP, cuyo coste ascendió a doce mil quinientas libras, contenía nueve temas, entre ellos Sultans of Swing, Down to the Waterline o Water of Love, y en él el grupo muestra su agradecimiento a dos figuras importantes hasta ese momento: Charlie Gillet, a quien está dedicado, y el abogado Robert Allan, quien les asesoró en la firma de su contrato.
Tras la grabación del disco, Dire Straits se prodigan por toda Inglaterra ofreciendo actuaciones en directo en diversos locales, lo cual les permite darse a conocer y adquirir experiencia a pasos agigantados. La presión sobre la banda es tal que se ven obligados a permitir la retransmisión radiofónica de dos de ellas: una del 13 de abril en Mánchester retransmitida por la BBC, y otra del 19 de abril en Chester ofrecida por Radio Liverpool. Phonogram tenía previsto lanzar el disco en mayo, pero debe retrasarse porque el grupo graba el sencillo de Sultans of Swing a finales de abril en los Pathway Studios y faltan algunos pequeños detalles.
El 22 de mayo inician una minigira por Europa junto al grupo Styx que los lleva a tocar en París, La Haya y Hamburgo, regresando en seguida a Londres para preparar la inminente gira promocional en solitario del disco, que se publicó finalmente el 8 de junio en el Reino Unido. La acogida fue buena por parte de la crítica especializada, pero escasa por el lado del gran público británico. El disco alcanza el puesto 37 en las dos primeras semanas, pero desaparece de los primeros puestos enseguida. Sólo la progresiva publicación del álbum en Europa, Estados Unidos y Oceanía (donde alcanzan rápidamente el número uno en ventas) y el éxito de sus giras en directo hace que el disco se afiance hasta convertirse en un superventas.
A finales de 1978, el grupo inicia en los estudios Compass Point de Nassau (Bahamas) la grabación de su segundo álbum, Communiqué, mientras preparan su primera gira por los Estados Unidos. Las sesiones se desarrollan entre el 28 de noviembre y el 28 de diciembre, aunque la banda decide finalmente que las mezclas finales se lleven a cabo en los Muscle Schoals Studios de Sheffield (Alabama), ya en el mes de enero de 1979. Tras ello, el grupo realiza entre el 6 y el 18 de febrero una pequeña gira por Holanda y Alemania, dos de sus principales mercados hasta ese momento, con varias actuaciones en programas de televisión y radio, y otros cuantos conciertos en los que se agotan las entradas. También ese mismo mes, el álbum Dire Straits alcanza el número uno en ventas en Francia y se convierte en disco de platino en Australia y Nueva Zelanda.
A finales de febrero, Dire Straits inicia su debut en los Estados Unidos con una gira que dura desde el 23 de febrero al 2 de abril de 1979, treinta y ocho días frenéticos en los que ofrecen 51 conciertos ―todos ellos en locales de pequeño aforo con lleno absoluto― en 19 ciudades de ambas costas, incluidas Toronto y Montreal en Canadá; conceden más de 300 entrevistas y visitan numerosos estudios de radio. La gira es un éxito total que dispara las ventas de su primer álbum en tierras americanas hasta convertirse en disco de platino en Estados Unidos en pocas semanas. Entre los miles de espectadores que acudieron a sus conciertos se encontraba Bob Dylan, quien les descubrió en esta gira y no tardó en trabar tal amistad con los miembros del grupo que Mark Knopfler y Pick Withers acudieron en el mes de mayo a su invitación para participar en la grabación de su álbum Slow Train Coming.
Por fin, tras varias semanas de espera el 21 de mayo de 1979 se pone a la venta el nuevo álbum Communiqué. El 8 de junio la banda inicia una nueva gira por su país que se extenderá nuevamente a Estados Unidos (septiembre), Europa Occidental (noviembre) y terminará en diciembre de ese año en Irlanda y Londres. Dire Straits completan un año 1979 realmente triunfal en todos los sentidos, aunque el nivel de exigencia hace que acaben física y mentalmente agotados y se tomen un respiro de seis meses. A ello contribuyen también los primeros síntomas de desavenencias internas protagonizados por David Knopfler, el hermano de Mark, disconforme con la presión que el entorno musical ejerce sobre el ya famoso grupo.
Estos dos primeros trabajos son los que configuraron el sonido de la banda, y en ellos se encuentran algunos de los temas más emblemáticos, como el ya mencionado «Sultans of Swing», en el álbum Dire Straits o «Once upon a Time in the West» y «Portobello Belle», en Communiqué.

### Hacia una mayor complejidad
En junio de 1980, tras un largo descanso, los Dire Straits inician las grabaciones de lo que será su tercer disco. Las sesiones se extienden entre el 27 de junio y el 14 de agosto, durante las cuales se produce el abandono de David Knopfler, quien el 25 de julio anuncia oficialmente su retirada del grupo. Sid McGinnis sustituiría a David durante el resto de la grabación, aunque ninguno de los dos aparece en los créditos del álbum.
El 17 de octubre se publica en todo el mundo el tercer álbum de los Dire Straits, Making Movies, que cuenta con la colaboración a los teclados de Roy Bittan (de la poderosa E Street Band de Bruce Springsteen), que marcó un cambio hacia unos arreglos y una producción más elaborados, tendencia que se mantendría a lo largo de la carrera de la banda. En este disco se incluyen temas como «Tunnel of Love» y «Romeo and Juliet», que toma el título de la obra de Shakespeare y trata de un amor imposible. También están otros grandes éxitos como «Expresso Love» y «Solid Rock».
Para cubrir el hueco dejado por David y proseguir por la senda del sonido iniciado en el último disco, la banda decide incorporar a la formación al guitarrista Hal Lindes, californiano de Monterey, y al tecladista Alan Clark, inglés de Durham. Con el nuevo personal, el siguiente álbum fue publicado en 1982 bajo el título Love Over Gold, con sólo cinco canciones aunque todas ellas de larga duración. Tras concluir su grabación, en julio de 1982, el baterista Pick Withers deja la banda, siendo sustituido por el baterista Terry Williams, quién trabajó con Dave Edmunds de Rockpile. Este cambio hizo volver a sus orígenes de pub-band británica (al igual que lo era Rockpile); con un sonido más sencillo y desenfadado, frente al rock complejo de sus últimos trabajos. El resultado fue un EP con tres canciones bailables, titulado Extended Dance, que incluiría los conocidos temas «Twisting By The Pool» y «Two Young Lovers», además del menos conocido «If I had You».
El siguiente disco de larga duración en salir al mercado fue el directo Alchemy en 1984, en el que se recogen casi todos los mejores temas de la banda, incluido «Going Home», de la película Local Hero, cuya banda sonora fue publicada como trabajo en solitario de Mark Knopfler. También firmaría en solitario en estos años las bandas sonoras de Comfort & Joy y Cal, donde conocería al tecladista Guy Fletcher.

### Éxito masivo
Los cambios continuaron en la alineación de la banda; el guitarra-rítmica Hal Lindes se fue de la banda en una de las sesiones y entró Jack Sonni para sustituirlo. Además, la banda contrata a Guy Fletcher como un segundo tecladista. En 1985, se lanza a la venta el álbum Brothers in Arms, que se convirtió en un gigantesco éxito en ese año, del que salieron varios singles, incluyendo el que fue número uno, «Money for Nothing». En el álbum participaba también Sting, entre otros. La portada de este disco, con una de las guitarras de Mark Knopfler en ella, es una de las más famosas de la historia de la música contemporánea. En este disco se encuentran, además del ya mencionado «Money for Nothing», temas como «So Far Away», «Walk of Life» o «Brothers in Arms», canción que trata del horror de la guerra con un fondo musical que hace la letra aún más estremecedora, si cabe.
La gira mundial que siguió al álbum en 1985-86 fue un auténtico éxito, incluyendo una aparición en Live Aid el 13 de julio de 1985, con Sting como vocalista invitado. La gira finalizó en el Entertainment Centre de Sídney, Australia, en 1986, donde Dire Straits todavía mantiene el récord de apariciones consecutivas (veintiún noches), la última de las cuales es conocida por su versión calypso de «So Far Away» y una improvisación de la canción folk australiana «Waltzing Matilda». En un período de dos años, Dire Straits tocó 247 conciertos en más de cien ciudades diferentes.
Ayudó al gran éxito de este disco, Brothers in Arms, el hecho de que fue uno de los primeros trabajos grabado digitalmente en su totalidad y que estuvo disponible en el novedoso (en aquel momento) formato Compact Disc. Esto tuvo el efecto colateral de hacerlo uno de los álbumes más vendidos entre los consumidores partidarios de esta nueva tecnología. Asimismo, el nuevo formato era un excelente escaparate para una meticulosa producción de Knopfler de sus primeros álbumes, lo que llevó a muchos seguidores a volver a comprar los anteriores trabajos. En parte como resultado de esto Dire Straits fue la banda con mayores ventas en el mundo a mediados de los años 80.

### Últimos años
En los siguientes seis años tuvieron un largo periodo de inactividad, donde los distintos miembros de la banda continuaron con sus trabajos en solitario. Tan solo rompieron el silencio con la publicación del recopilatorio Money for Nothing (1988) y con la exitosa aparición en el concierto de celebración del 70.º aniversario de Nelson Mandela junto a Eric Clapton (Wembley Stadium, Londres, 11 de junio de 1988), el cual interpretó su exitosa canción "Wonderful Tonight" junto a la banda, aparte de colaborar como guitarrista rítmico en las otras interpretaciones de Dire Straits en dicho concierto. Su último álbum de estudio, On Every Street, se lanzó en 1991. En él participaba el personal de Brothers In Arms entre un conjunto de músicos de estudio. El álbum, a diferencia de su antecesor Brothers In Arms, fue recibido con división de opiniones y con un éxito más moderado. La gira de 1991-92 (inicialmente planificada para 300 conciertos hasta bien entrado el 93) que siguió a On Every Street no tuvo tanto éxito como la anterior de 1985-86. El último concierto de Dire Straits tuvo lugar el 9 de octubre de 1992 ante unas 40.000 personas en el estadio de La Romareda, en Zaragoza. Más adelante, publicarían los directos On The Night (de la gira 1991-92) y Live at the BBC (con temas en directo grabados en la emisora pública inglesa en los primeros años de actividad de la banda) en los años 1993 y 1995, respectivamente. Después de todo esto, la banda volvió al silencio.
Finalmente, en 1995, la banda anunció su disolución. Mark Knopfler se concentraría en proyectos en solitario y bandas sonoras para películas; muchas de ellas, en colaboración con el teclista de Dire Straits, Guy Fletcher. El bajista John Illsley, el único miembro junto a Mark Knopfler que se había mantenido desde la formación inicial de la banda, pasó a dedicarse a la pintura, en 2008 regresó al panorama musical con un álbum titulado Beautiful You y en 2010 publicó Streets Of Heaven. Otros antiguos miembros continuaron sus carreras musicales, como David Knopfler o el baterista Pick Withers, que pasó a trabajar en bandas de jazz.

### Grupos de Fans
Existen en redes, especialmente Facebook, un gran cariño y admiración por la banda, lo que mantiene viva la llama de Dire Straits. Grupos de Facebook como el español "Spanish City", reúne más de 7000 miembros de todo el mundo. Y el sitio "Mark Knopfler y Dire Straits Argentina", se destaca por sus producciones e investigaciones, compiladas en diferentes espacios de su grupo, donde también se puede descargar "La Knopflerpedia", enciclopedia total, indispensable para cualquier fanático de la banda.

## Rumores de regreso
En 2008, John Illsley anunció la posible vuelta de la banda para el Festival Rock In Rio. La noticia fue desmentida en repetidas ocasiones, y desde entonces Mark Knopfler ha expresado su rechazo a una reunión siempre que se le ha preguntado.
En 2012 se forma la banda tributo The Straits formada por antiguos miembros de Dire Straits, como Alan Clark, Chris White o Phil Palmer, aunque este último abandonaría la banda poco después.
The Straits ―el septeto liderado por Alan Clark y Chris White y completado por Steve Ferrone (batería de Tom Petty), Terence Reis (voz, guitarra), Mike Feat (bajo), Adam Phillips (guitarra) y Jamie Squire (más teclado, que canta como Michael Jackson)― inició una larga gira europea (18 fechas en Escandinavia, Alemania, Iberia) a partir de marzo del 2012.

Nos reunimos en enero del año pasado [2011] para un concierto benéfico en el Albert Hall de Londres y lo disfrutamos tanto que permanecemos. Y ahora nos deleitan con las canciones que hicieran famosas los Dire Straits como «Romeo and Juliette», «Brother in Arms», «Tunnel of love», entre otras. No hemos dado muchos conciertos todavía, porque apenas estamos empezando. Hicimos una gira por el Reino Unido en octubre [de 2011] y fue fantástico. Actuamos sobre todo en teatros. También hemos aparecido en algunos festivales al aire libre.
Alan Clark, tecladista de la banda

El 13 de diciembre de 2017, se anunció que Dire Straits finalmente ingresaría al Salón de la Fama del Rock and Roll junto a Bon Jovi, Nina Simone, The Moody Blues, Sister Rosetta Tharpe y The Cars. Los miembros honorados fueron Mark Knopfler, John Illsley, Pick Withers, David Knopfler, Guy Fletcher y Alan Clark. De esta manera, Dire Straits se convirtió en una de las pocas agrupaciones en ingresar al Salón de la Fama tras ser nominados por primera vez. Con el anuncio, comenzaron los rumores de una posible reunión con motivo de la Ceremonia de Inclusión al Salón de la Fama del Rock And Roll. Varios de los miembros de la banda habían anunciado su asistencia, pero aclararon que una reunión sobre el escenario sólo ocurriría si Mark Knopfler accedía a reunir nuevamente a Dire Straits. Los miembros Alan Clark, Guy Fletcher y John Illsley asistieron a la ceremonia de inducción, que se celebró en abril de 2018. Sin embargo, el guitarrista y líder no dio ninguna declaración al respecto, ni tampoco asistió a dicha ceremonia.

## Miembros
- Mark Knopfler, voz y guitarra (1977-1995)
- David Knopfler, guitarra rítmica, teclados y coros (1977-1980)
- John Illsley, bajo y coros (1977-1995)
- Pick Withers, batería (1977-1982)
- Alan Clark, teclados (1980-1995)
- Hal Lindes, guitarra rítmica y coros (1980-1985)
- Terry Williams, batería (1982-1989)
- Guy Fletcher, teclados y coros (1984-1995)
- Jack Sonni, guitarra rítmica (1985-1988) (fallecido en 2023)
- Chris White, pandereta y saxofón (1985-1995)
- Chris Whitten, batería y percusión (1991-1995)
- Phil Palmer, guitarra rítmica (1991-1995)

### Colaboraciones
- Barry Beckett, teclados (1979)
- Roy Bittan, teclados (1980)
- Sid McGinnis, guitarra rítmica (1980)
- Ed Wash, sintetizadores (1982)
- Mel Collins, saxofón. (1983)
- Tommy Mandel, teclados (1982-1983)
- Joop de Korte, percusiones (1982-1986)
- Sting, coros (1985)
- Omar Hakim, batería (1985)
- Eric Clapton, guitarra rítmica (1988)
- Paul Franklin, guitarra de pedal metálico (1991-1995)
- Danny Cummings, percusión (1991-1995)

## Discografía
La discografía de Dire Straits se compone de seis álbumes de estudio, tres álbumes en directo, tres álbumes recopilatorios, dos EP y 23 sencillos.

### Álbumes de estudio
- 1978: Dire Straits
- 1979: Communiqué
- 1980: Making Movies
- 1982: Love Over Gold
- 1985: Brothers in Arms
- 1991: On Every Street

### Álbumes en directo
- 1984: Alchemy: Dire Straits Live
- 1993: On the Night
- 1995: Live at the BBC
- 2023: Live 1978-1992

### Álbumes recopilatorios
- 1988: Money for Nothing
- 1998: Sultans of Swing: The Very Best of Dire Straits
- 2005: Private Investigations: The Best of Dire Straits & Mark Knopfler

### EP
- 1983: Extended Dance
- 1993: Encores